# بخش اسمیت (شهرستان ماهونینگ، اوهایو)
بخش اسمیت (به انگلیسی: Smith Township) یک منطقهٔ مسکونی در ایالات متحده آمریکا است که در شهرستان ماهونینگ، اوهایو واقع شده‌است.
 بخش اسمیت ۸۴٫۱ کیلومتر مربع مساحت و ۴٬۵۱۰ نفر جمعیت دارد و ۳۲۹ متر بالاتر از سطح دریا واقع شده‌است.